# 美丽假花瓣蟹
美丽假花瓣蟹（学名：Pseudoliomera speciosa）为扇蟹科假花瓣蟹属的动物。分布于日本、夏威夷经印度洋至红海及非洲以及中国大陆的西沙群岛等地，生活环境为海水，常生活于珊瑚礁浅水中。
其种加词“speciosa”意为“外表美丽的”。